# Triplophysa laticeps
Triplophysa laticeps är en fiskart som beskrevs av Zhou och Cui, 1997. Triplophysa laticeps ingår i släktet Triplophysa och familjen grönlingsfiskar. Inga underarter finns listade i Catalogue of Life.